# Eulecanium perinflatum
Eulecanium perinflatum är en insektsart som först beskrevs av Cockerell 1914.  Eulecanium perinflatum ingår i släktet Eulecanium och familjen skålsköldlöss. Inga underarter finns listade i Catalogue of Life.